# Margit Bara
Margit Bara (n. 21 iunie 1928, Cluj, România – d. 25 octombrie 2016, Budapesta, Ungaria) a fost o actriță de film maghiară. A apărut în 25 de filme pentru marele ecran, 2 filme de televiziune și două seriale, majoritatea în limba maghiară, între 1956 și 1978.

## Filmografie selectivă
- 1957 Dani, regia Mihály Szemes
- 1963 Drama Ciocârliei (Pacsirta), regia: László Ranódy
- 1963 Párbeszéd, regia Herskó János
- 1966 Zile reci (Hideg napok), regia Hideg napok
- 1974 Iacob mincinosul (Jakob der Lügner), regia Frank Beyer